# 頭屯河区
頭屯河区（とうとんが-く、ウイグル語：تۇدۇڭخابا رايونى、中国語：头屯河区）は、中華人民共和国新疆ウイグル自治区ウルムチ市に位置する市轄区。別名をウイグル経済技術開発区（略称は経開区）。

## 概要
1961年に頭屯河鎮が改称され、頭屯河区が設立された。
1994年8月、ウイグル経済技術開発区は国務院により新疆ウイグル自治区随一の全国級経済開発区として設立が承認された。
2011年に市轄行政区の頭屯河区と「区政合一」が実行され、頭屯河区イコール「ウイグル経済技術開発区」という形で経済開発運営が行政区を飲み込む形での組織統一となった。開発区、行政区、国際貿易区、総合保税区、特別効能園区などが一体となった多機能複合型経済区となり、「シルクロード経済ベルト」における重要な活動拠点となっている。2020年現在、総面積490平方キロメートル、総人口35万人。域外からの投資が成長している地域である。

## 経済
ハイテク企業115社が活動し、研究開発拠点などを設置している。装備メーカー数社による発展が目覚ましい。広州汽車、上海汽車、正威、卓郎智能などの企業が大型プロジェクトを推進しており、冶金、風力エネルギー、自動車、スマートターミナル、周辺機器、ナノ導線新素材などが主要産業分野である。商業物流産業の規模も拡大しており、冷凍食品や越境EC、ネット金融などが興隆している。ソフトウェア情報産業強化も進み、新疆ソフトウェア・ガーデン、天山クラウドコンピューティング基地なども日々進化している。ファーウェイ、アリババ、京東、唯品会などの主要ネット企業が続々参入し、業界規模も拡大している。

## 行政区画
13街道を管轄：
- 街道弁事処：鋼城街道、火車西站街道、王家溝街道、烏昌路街道、北站西路街道、北站東路街道、中亜北路街道、中亜南路街道、嵩山街街道、高鉄街道、白鳥湖街道、西湖街道、両河街道

## 交通

### 鉄道
- ウルムチ西駅

### 道路
- 312国道
- 烏奎高速道路
- 北站公路
- 烏鋼公路